# Osama Elsamni
Osama Elsamni (エルサムニー・オサマ Elsamni Osama?), född 29 september 1988 i Okinawa prefektur, är en japansk fotbollsspelare.
Elsamni började sin karriär 2007 i Tokyo Verdy. Efter Tokyo Verdy spelade han för FK Teplice, Montedio Yamagata och YSCC Yokohama. Han avslutade karriären 2016.